# 2002 في مصر
فيما يلي قوائم الأحداث التي وقعت خلال عام 2002 في مصر.

## أحداث
- 20 فبراير – حادث قطار الصعيد
- 7 مايو – مصر للطيران الرحلة 843

## أفلام
من الأفلام التي صدرت هذه السنة في مصر:
- 1 يناير – أمير الظلام من إخراج رامي إمام.
- 1 يناير – السلم والثعبان من إخراج طارق العريان.
- 1 يناير – بركان الغضب
- 1 يناير – رجال لا تعرف المستحيل
- 1 يناير – سحر العيون
- 1 يناير – صيد الحيتان من إخراج علي عبد الخالق.
- 23 يناير – شباب على الهوا
- 21 فبراير – حرامية في كي جي تو من إخراج ساندرا نشأت.
- 22 فبراير – الرغبة من إخراج علي بدرخان.
- 22 فبراير – النعامة والطاووس
- 1 مارس – تايه في أمريكا
- 6 مايو – اختفاء جعفر المصري
- 8 مايو – عودة مدرسة المشاغبين
- 17 يوليو – فلاح في الكونجرس
- 24 يوليو – مافيا من إخراج شريف عرفة.
- 31 يوليو – هو فيه إيه من إخراج شريف مندور.
- 7 أغسطس – صاحب صاحبه من إخراج سعيد حامد.
- 14 أغسطس – محامي خلع
- 2 أكتوبر – العشق والدم من إخراج أشرف فهمي.
- 7 أكتوبر – اللمبي من إخراج وائل إحسان.
- 5 ديسمبر – خلي الدماغ صاحي
- 5 ديسمبر – رحلة مشبوهة من إخراج أحمد يحيى.
- 5 ديسمبر – قلب جريء من إخراج محمد النجار.
- 5 ديسمبر – كذلك في الزمالك من إخراج أحمد عواض.
- 5 ديسمبر – معالي الوزير من إخراج سمير سيف.

## كتب
من الكتب التي صدرت هذه السنة في مصر:
- 1 يناير – عمارة يعقوبيان من تأليف علاء الأسواني.

## وفيات

### يناير
- 1 يناير – لطفية النادي (مواليد 1907) طيارة مصرية.
- 1 يناير – مصطفى مشهور (مواليد 1921)

### مايو
- 6 مايو – صالح سليم (مواليد 1930) لاعب كرة قدم مصري.
- 8 مايو – أحمد مظهر (مواليد 1917) ممثل مصري.[1]

### يوليو
- 24 يوليو – مصطفى منصور (مواليد 1914) لاعب كرة قدم مصري.
- 25 يوليو – عبد الرحمن بدوي (مواليد 1917) فيلسوف مصري.[2]

### نوفمبر
- 4 نوفمبر – كوثر عبد الرسول (مواليد 1926) جغرافية مصرية.
- 16 نوفمبر – حسين بيكار (مواليد 1913) فنان مصري.

### ديسمبر
- 18 ديسمبر – محمود فياض (مواليد 1925) ربّاع مصري.[3]
- 22 ديسمبر – سناء جميل (مواليد 1930) ممثلة مصرية.
- 27 ديسمبر – يوسف فخر الدين (مواليد 1935) ممثل مصري.
- 28 ديسمبر – فادية بنت فاروق الأول (مواليد 1943) لغوية سويسرية.